# Фикет, Мирко
Мирко Фикет (хорв. Mirko Fiket; 25 октября 1899, Сукинац — 7 апреля 1976, Вировитица) — югославский хорватский партизан времён Народно-освободительной войны Югославии, Народный герой Югославии.

## Биография

### Довоенная
Родился в 1899 году в деревне Сукинац (близ Крижеваца) в бедной рабочей семье. Отец был по профессии лесорубом, и Мирко до войны также работал лесорубом. В начальную школу не ходил, образование получал на дому от матери. В 1913 году переехал в Левиновац, где его родители приобрели земельный участок. Отец погиб на фронте Первой мировой войны, оставив жену с Мирко и его семью братьями и сёстрами. 15 сентября 1940 Мирко был принят в Компартию Югославии.

### Народно-освободительная война
Сразу после начала войны Мирко вступил в партизанское движение. Ему угрожали местные усташи расправой, если тот не уйдёт из партизанского подполья, но того оберегали связи с известными деятелями КПЮ и друзьями из соседних деревень. После формирования сербского партизанского отряда туда вступил Мирко, хотя отряд не был дружным по причине присутствия ярого сербского националиста, четника Йово Косановича. В конце 1942 года Мирко был переведён в штаб-квартиру 3-й оперативной зоны НОАЮ, работая там курьером. В 1944 году по причине своего возраста он уже вышел на пенсию, до конца войны возглавлял Вировитицкий райком Коммунистической партии Хорватии.
За годы войны Мирко завоевал симпатии в своём партизанском отряде, хотя множество раз Косанович предпринимал попытки его убить. Заслугой Фикета стало сохранение боевой группы в составе народно-освободительного движения (вскоре Косановича арестовали и казнили за предательство). Мирко лично участвовал в боях за Лом, Кучанци, Ораховицу, Дреновац, Вилич-Село, Чаглин, Мали-Бастаи и Велики-Бастаи, Миокович, Ширач, Хум-Варош, Левиновац и другие населённые пункты.
В конце 1941 года в битве за село Кометник-Йоргичи Мирко сумел спасти целый отряд от разгрома, прорвавшись сквозь усташское кольцо окружения. В начале 1942 года недалеко от Левиноваца его отряд снова попал в усташское кольцо из нескольких сотен. К полуночи партизаны понесли большие потери, но сумели создать коридор для прорыва. Вскоре в результате перестрелки в живых остался только Мирко, и казалось, что ему конец. Но ещё до войны Мирко был известен как меткий стрелок — он продолжил бой и из своей винтовки лично уничтожил несколько десятков усташей, запугав их до смерти, и сумел выбраться из кольца, прославив себя на всю округу. За его голову усташи предлагали вознаграждение в 150 тысяч хорватских кун.

### Послевоенная жизнь
После войны Мирко работал дальше в Вировитицком комитете КПЮ, отвечая за вопросы здравоохранения и социальной политики, состоя в суде присяжных и так далее. В 1953 году он ушёл с рабочего места по причине слабого здоровья. Остаток жизни провёл в Вировитице, где и скончался 7 апреля 1976 года. Похоронен на Вировитицком кладбище. Был награждён рядом орденов и медалей, в том числе Орденом народного героя Югославии 24 июля 1953.